# Измамата на изображенията
Предателството на изображенията (на френски: La trahison des images, преводимо и като „Предателството на картините“) e картина на белгийския художник сюрреалист Рене Магрит от 1928 – 1929 г., рисувана, когато той е тридесетгодишен. Картината изобразява лула, а под нея е изписано в курсив (на френски) „Това не е лула“ (Ceci n'est pas une pipe.). Надписът звучи парадоксално, но е верен, тъй като това, което виждаме, не е самата лула, а нейно изображение.
| „                                                    | Пак тази лула! Колко хора ме укоряват за това! И все пак, мога ли да натъпча лулата си? Не, това е просто едно изображение, нали? Така че, ако бях написал на картината „Това е една лула“, щях да излъжа! | “ |
| Torczyner, Harry. Magritte: Ideas and Images, p. 71. | |   |

Картината е породила не малко коментари, в т.ч. и една кратка студия от Мишел Фуко. Тя е давана като пример за метасъобщение, предадено чрез метаезик.